# Tweede Kamerverkiezingen in het kiesdistrict Zutphen (1850-1888)
Tweede Kamerverkiezingen in het kiesdistrict Zutphen (1850-1888) geeft een overzicht van verkiezingen voor de Nederlandse Tweede Kamer in het kiesdistrict Zutphen in de periode 1850-1888.
Het kiesdistrict Zutphen was al ingesteld in 1848. De indeling van het kiesdistrict werd in 1850 gewijzigd bij de invoering van de Kieswet. Tot het kiesdistrict behoorden vanaf dat moment de volgende gemeenten: Aalten, Ambt Doetinchem, Borculo, Diepenheim, Dinxperlo, Doesburg, Eibergen, Groenlo, Hengelo, Hummelo en Keppel, Laren, Lichtenvoorde, Lochem, Neede, Ruurlo, Stad Doetinchem, Steenderen, Verwolde, Vorden, Warnsveld, Winterswijk, Wisch, Zelhem en Zutphen.
In 1878 werd de indeling van het kiesdistrict gewijzigd. De gemeente Eibergen werd toegevoegd aan het kiesdistrict Almelo en de gemeente Diepenheim aan het kiesdistrict Deventer.
Het kiesdistrict Zutphen was in deze periode een meervoudig kiesdistrict: het vaardigde twee leden af naar de Tweede Kamer. Om de twee jaar trad een van de leden af; er werd dan een periodieke verkiezing gehouden voor de vrijgevallen zetel. Bij algemene verkiezingen (na ontbinding van de Tweede Kamer) bracht elke kiezer twee stemmen uit. Om in de eerste verkiezingsronde gekozen te worden moest een kandidaat minimaal de districtskiesdrempel behalen; indien nodig werd een tweede ronde gehouden.
Legenda
- cursief: in de eerste verkiezingsronde geplaatst voor de tweede ronde;
- vet: gekozen als lid van de Tweede Kamer.

## 27 augustus 1850
De verkiezingen waren algemene verkiezingen; zij werden gehouden na ontbinding van de Tweede Kamer na inwerkingtreding van de Kieswet.
|                                | 27 augustus |
| ------------------------------ | ----------- |
| Kiesgerechtigden               | 2.170       |
| Opkomst                        | 1.689       |
| Geldige stemmen                | 3.165       |
| Blanco stemmen                 | 31          |
| Kiesdrempel                    | 791         |
| Kandidaten                     |             |
| J.P.P. van Zuylen van Nijevelt | 1.509       |
| W.H. Dullert                   | 1.435       |
| J.M. de Kempenaer              | 65          |
| G. Groen van Prinsterer        | 40          |
| R.W. van Lynden                | 33          |

## 8 juni 1852
De verkiezingen waren periodieke verkiezingen; zij werden gehouden vanwege de afloop van de zittingstermijn van een gekozen lid.
|                                | 8 juni |
| ------------------------------ | ------ |
| Kiesgerechtigden               | 2.232  |
| Opkomst                        | 1.293  |
| Geldige stemmen                | 1.258  |
| Blanco stemmen                 | 12     |
| Kandidaten                     |        |
| J.P.P. van Zuylen van Nijevelt | 1.122  |
| J.M. de Kempenaer              | 70     |

## 10 november 1852
Jacob van Zuylen van Nijevelt, gekozen bij de verkiezingen van 8 juni 1852, trad op 16 oktober 1852 af vanwege zijn benoeming als bewindspersoon in het kabinet-Thorbecke I. Om in de ontstane vacature te voorzien werd een tussentijdse verkiezing gehouden.
|                      | 10 november |
| -------------------- | ----------- |
| Kiesgerechtigden     | 2.232       |
| Opkomst              | 1.378       |
| Geldige stemmen      | 1.368       |
| Blanco stemmen       | 6           |
| Kandidaten           |             |
| C.A.E.A. van Panhuys | 891         |
| E. van Lynden        | 238         |
| W.J. Knoop           | 134         |
| J.M. de Kempenaer    | 32          |

## 17 mei 1853
De verkiezingen waren algemene verkiezingen; zij werden gehouden na ontbinding van de Tweede Kamer.
|                                   | 17 mei |
| --------------------------------- | ------ |
| Kiesgerechtigden                  | 2,369  |
| Opkomst                           | 1.935  |
| Geldige stemmen                   | 3.843  |
| Blanco stemmen                    | 17     |
| Kiesdrempel                       | 961    |
| Kandidaten                        |        |
| W.A. Schimmelpenninck van der Oye | 1.090  |
| J.J.L. van der Brugghen           | 1.089  |
| W.H. Dullert                      | 827    |
| J.P.P. van Zuylen van Nijevelt    | 785    |

## 13 juni 1854
De verkiezingen waren periodieke verkiezingen; zij werden gehouden vanwege de afloop van de zittingstermijn van een gekozen lid.
|                         | 13 juni |
| ----------------------- | ------- |
| Kiesgerechtigden        | 2.369   |
| Opkomst                 | 1.728   |
| Geldige stemmen         | 1.707   |
| Blanco stemmen          | 16      |
| Kandidaten              |         |
| W.H. Dullert            | 915     |
| J.J.L. van der Brugghen | 775     |

## 10 juni 1856
De verkiezingen waren periodieke verkiezingen; zij werden gehouden vanwege de afloop van de zittingstermijn van een gekozen lid.
|                                   | 10 juni |
| --------------------------------- | ------- |
| Kiesgerechtigden                  | 2.437   |
| Opkomst                           | 1.750   |
| Geldige stemmen                   | 1.731   |
| Blanco stemmen                    | 9       |
| Kandidaten                        |         |
| W.A. Schimmelpenninck van der Oye | 982     |
| C.A.E.A. van Panhuys              | 672     |
| J.J.L. van der Brugghen           | 672     |

## 8 juni 1858
De verkiezingen waren periodieke verkiezingen; zij werden gehouden vanwege de afloop van de zittingstermijn van een gekozen lid.
|                   | 8 juni |
| ----------------- | ------ |
| Kiesgerechtigden  | 2.484  |
| Opkomst           | 1.255  |
| Geldige stemmen   | 1.235  |
| Blanco stemmen    | 7      |
| Kandidaten        |        |
| W.H. Dullert      | 985    |
| H.A. van Rappard  | 146    |
| J.E.H. van Nagell | 69     |

## 24 april 1860
Willem Schimmelpenninck van der Oye, gekozen bij de verkiezingen van 10 juni 1856, trad op 1 april 1860 af vanwege zijn verkiezing tot lid van de Eerste Kamer. Om in de ontstane vacature te voorzien werd een tussentijdse verkiezing gehouden.
|                     | 24 april |
| ------------------- | -------- |
| Kiesgerechtigden    | 2.577    |
| Opkomst             | 1.488    |
| Geldige stemmen     | 1.478    |
| Blanco stemmen      | 8        |
| Kandidaten          |          |
| P.P. van Bosse      | 764      |
| H.A. van Rappard    | 348      |
| L.E. Lenting        | 176      |
| F.W.J. van Pallandt | 164      |

## 12 juni 1860
De verkiezingen waren periodieke verkiezingen; zij werden gehouden vanwege de afloop van de zittingstermijn van een gekozen lid.
|                     | 12 juni |
| ------------------- | ------- |
| Kiesgerechtigden    | 2.577   |
| Opkomst             | 1.454   |
| Geldige stemmen     | 1.418   |
| Blanco stemmen      | 19      |
| Kandidaten          |         |
| P.P. van Bosse      | 1.035   |
| F.W.J. van Pallandt | 184     |
| H.A. van Rappard    | 137     |

## 10 juni 1862
De verkiezingen waren periodieke verkiezingen; zij werden gehouden vanwege de afloop van de zittingstermijn van een gekozen lid.
|                            | 10 juni |
| -------------------------- | ------- |
| Kiesgerechtigden           | 2.657   |
| Opkomst                    | 1.152   |
| Geldige stemmen            | 1.133   |
| Blanco stemmen             | 13      |
| Kandidaten                 |         |
| W.H. Dullert               | 821     |
| E. van Lynden              | 203     |
| E.L. van Voorst tot Voorst | 76      |

## 14 juni 1864
De verkiezingen waren periodieke verkiezingen; zij werden gehouden vanwege de afloop van de zittingstermijn van een gekozen lid.
|                   | 14 juni |
| ----------------- | ------- |
| Kiesgerechtigden  | 2.747   |
| Opkomst           | 1.519   |
| Geldige stemmen   | 1.498   |
| Blanco stemmen    | 17      |
| Kandidaten        |         |
| P.P. van Bosse    | 791     |
| H.J. Swaving      | 295     |
| E. van Lynden     | 188     |
| L.E. Lenting      | 182     |
| L.W.C. Keuchenius | 81      |

## 1 maart 1866
Pieter van Bosse, gekozen bij de verkiezingen van 14 juni 1864, trad op 10 februari 1866 af vanwege zijn benoeming als bewindspersoon in het kabinet-Fransen van de Putte. Om in de ontstane vacature te voorzien werd een tussentijdse verkiezing gehouden.
|                        | 1 maart |
| ---------------------- | ------- |
| Kiesgerechtigden       | 2.763   |
| Opkomst                | 1.621   |
| Geldige stemmen        | 1.600   |
| Blanco stemmen         | 15      |
| Kandidaten             |         |
| J.R. Thorbecke         | 905     |
| H.J. Swaving           | 349     |
| L.A.F.H. van Heeckeren | 224     |
| L.W.C. Keuchenius      | 81      |

## 26 maart 1866
Johan Rudolph Thorbecke, gekozen bij de verkiezingen van 1 maart 1866, was op dezelfde dag tevens gekozen bij een tussentijdse verkiezing in het kiesdistrict Groningen, waaraan hij de voorkeur gaf. Om in de ontstane vacature te voorzien werd in Zutphen een tussentijdse verkiezing gehouden.
|                   | 26 maart |
| ----------------- | -------- |
| Kiesgerechtigden  | 2.763    |
| Opkomst           | 1.448    |
| Geldige stemmen   | 1.424    |
| Blanco stemmen    | 14       |
| Kandidaten        |          |
| J. Dam            | 1.008    |
| L.W.C. Keuchenius | 161      |
| B.A. Reigers      | 137      |
| F.H.J. van Nispen | 90       |

## 12 juni 1866
De verkiezingen waren periodieke verkiezingen; zij werden gehouden vanwege de afloop van de zittingstermijn van een gekozen lid.
|                         | 12 juni |
| ----------------------- | ------- |
| Kiesgerechtigden        | 2.763   |
| Opkomst                 | 1.289   |
| Geldige stemmen         | 1.261   |
| Blanco stemmen          | 24      |
| Kandidaten              |         |
| W.H. Dullert            | 965     |
| G. Groen van Prinsterer | 209     |
| F.R. Pennink            | 36      |

## 30 oktober 1866
De verkiezingen waren algemene verkiezingen; zij werden gehouden na ontbinding van de Tweede Kamer.
|                                 | 30 oktober | 13 november |
| ------------------------------- | ---------- | ----------- |
| Kiesgerechtigden                | 2.763      | 2.763       |
| Opkomst                         | 2.292      | 1.468       |
| Geldige stemmen                 | 4.510      | 1.440       |
| Blanco stemmen                  | 52         | 16          |
| Kiesdrempel                     | 1.128      | 720         |
| Kandidaten                      |            |             |
| H.A. van Rappard                | 1.193      |             |
| J. Dam                          | 1.001      | 760         |
| W.H. Dullert                    | 938        | 680         |
| B.A. Reigers                    | 778        |             |
| B.J.L. de Geer van Jutphaas     | 271        |             |
| L.A.J.W. van Sloet van de Beele | 138        |             |
| L.E. Lenting                    | 79         |             |

## 22 januari 1868
De verkiezingen waren algemene verkiezingen; zij werden gehouden na ontbinding van de Tweede Kamer.
|                                  | 22 januari |
| -------------------------------- | ---------- |
| Kiesgerechtigden                 | 2.802      |
| Opkomst                          | 2.127      |
| Geldige stemmen                  | 4.158      |
| Blanco stemmen                   | 74         |
| Kiesdrempel                      | 1.040      |
| Kandidaten                       |            |
| J. Dam                           | 1.092      |
| L.E. Lenting                     | 1.090      |
| H.A. van Rappard                 | 980        |
| C.J.C.H. van Nispen tot Sevenaer | 878        |

## 8 juni 1869
De verkiezingen waren periodieke verkiezingen; zij werden gehouden vanwege de afloop van de zittingstermijn van een gekozen lid.
|                                       | 8 juni |
| ------------------------------------- | ------ |
| Kiesgerechtigden                      | 2.837  |
| Opkomst                               | 2.313  |
| Geldige stemmen                       | 2.290  |
| Blanco stemmen                        | 14     |
| Kandidaten                            |        |
| L.E. Lenting                          | 1.379  |
| W.A.A.J. Schimmelpenninck van der Oye | 908    |

## 13 juni 1871
De verkiezingen waren periodieke verkiezingen; zij werden gehouden vanwege de afloop van de zittingstermijn van een gekozen lid.
|                  | 13 juni |
| ---------------- | ------- |
| Kiesgerechtigden | 3.015   |
| Opkomst          | 2.214   |
| Geldige stemmen  | 2.202   |
| Blanco stemmen   | 9       |
| Kandidaten       |         |
| J. Dam           | 1.301   |
| A.F. Vos de Wael | 430     |
| A. Kuyper        | 245     |
| H.A. van Rappard | 215     |

## 10 juni 1873
De verkiezingen waren periodieke verkiezingen; zij werden gehouden vanwege de afloop van de zittingstermijn van een gekozen lid.
|                                       | 10 juni |
| ------------------------------------- | ------- |
| Kiesgerechtigden                      | 3.074   |
| Opkomst                               | 2.377   |
| Geldige stemmen                       | 2.345   |
| Blanco stemmen                        | 20      |
| Kandidaten                            |         |
| L.E. Lenting                          | 1.210   |
| W.A.A.J. Schimmelpenninck van der Oye | 731     |
| B.J.L. de Geer van Jutphaas           | 390     |

## 8 juni 1875
De verkiezingen waren periodieke verkiezingen; zij werden gehouden vanwege de afloop van de zittingstermijn van een gekozen lid.
|                  | 8 juni |
| ---------------- | ------ |
| Kiesgerechtigden | 3.112  |
| Opkomst          | 2.632  |
| Geldige stemmen  | 2.621  |
| Blanco stemmen   | 6      |
| Kandidaten       |        |
| J. Dam           | 1.467  |
| Æ. Mackay        | 1.114  |
| F.J. van Nispen  | 35     |

## 20 juli 1875
Jacob Dam, gekozen bij de verkiezingen van 13 juni 1871 en op 8 juni 1875 al herkozen voor een nieuwe zittingstermijn ingaande op 20 september 1875, overleed op 29 juni 1875. Hierdoor ontstonden twee vacatures.
In de ontstane vacature voor de lopende zittingstermijn, eindigende op 19 september 1875, werd niet meer voorzien.
Voor de ontstane vacature voor de zittingstermijn ingaande 20 september 1875 werd een tussentijdse verkiezing gehouden.
|                           | 20 juli |
| ------------------------- | ------- |
| Kiesgerechtigden          | 3.112   |
| Opkomst                   | 2.846   |
| Geldige stemmen           | 2.823   |
| Blanco stemmen            | 19      |
| Kandidaten                |         |
| J.P.R. Tak van Poortvliet | 1.519   |
| Æ. Mackay                 | 1.301   |

## 12 juni 1877
De verkiezingen waren periodieke verkiezingen; zij werden gehouden vanwege de afloop van de zittingstermijn van een gekozen lid.
|                                     | 12 juni |
| ----------------------------------- | ------- |
| Kiesgerechtigden                    | 3.308   |
| Opkomst                             | 2.543   |
| Geldige stemmen                     | 2.513   |
| Blanco stemmen                      | 22      |
| Kandidaten                          |         |
| L.E. Lenting                        | 1.548   |
| A.P.R.C. van der Borch van Verwolde | 956     |

## 27 november 1877
Johannes Tak van Poortvliet, gekozen bij de verkiezingen van 20 juli 1875, trad op 7 november 1877 af vanwege zijn benoeming als bewindspersoon in het kabinet-Kappeyne van de Coppello. Om in de ontstane vacature te voorzien werd een tussentijdse verkiezing gehouden.
|                                 | 27 november |
| ------------------------------- | ----------- |
| Kiesgerechtigden                | 3.308       |
| Opkomst                         | 2.692       |
| Geldige stemmen                 | 2.669       |
| Blanco stemmen                  | 16          |
| Kandidaten                      |             |
| C.J. Sickesz                    | 1.403       |
| A. Schimmelpenninck van der Oye | 1.262       |

## 10 juni 1879
De verkiezingen waren periodieke verkiezingen; zij werden gehouden vanwege de afloop van de zittingstermijn van een gekozen lid.
|                  | 10 juni |
| ---------------- | ------- |
| Kiesgerechtigden | 3.136   |
| Opkomst          | 2.582   |
| Geldige stemmen  | 2.553   |
| Blanco stemmen   | 24      |
| Kandidaten       |         |
| C.J. Sickesz     | 1.319   |
| T.P. Mackay      | 1.225   |

## 14 juni 1881
De verkiezingen waren periodieke verkiezingen; zij werden gehouden vanwege de afloop van de zittingstermijn van een gekozen lid.
|                  | 14 juni |
| ---------------- | ------- |
| Kiesgerechtigden | 3.293   |
| Opkomst          | 2.875   |
| Geldige stemmen  | 2.849   |
| Blanco stemmen   | 14      |
| Kandidaten       |         |
| L.E. Lenting     | 1.495   |
| T.P. Mackay      | 1.351   |

## 13 december 1881
Lambertus Lenting, gekozen bij de verkiezingen van 14 juni 1881, overleed op 20 november 1881. Om in de ontstane vacature te voorzien werd een tussentijdse verkiezing gehouden.
|                           | 13 december |
| ------------------------- | ----------- |
| Kiesgerechtigden          | 3.293       |
| Opkomst                   | 2.837       |
| Geldige stemmen           | 2.808       |
| Blanco stemmen            | 17          |
| Kandidaten                |             |
| W. van Heeckeren van Kell | 1.406       |
| T.P. Mackay               | 1.391       |

## 5 december 1882
Cornelis Sickesz, gekozen bij de verkiezingen van 10 juni 1879, trad op 14 november 1882 af vanwege zijn werkzaamheden als watergraaf bij het waterschap "De Berkel". Om in de ontstane vacature te voorzien werd een tussentijdse verkiezing gehouden.
|                           | 5 december |
| ------------------------- | ---------- |
| Kiesgerechtigden          | 3.369      |
| Opkomst                   | 2.813      |
| Geldige stemmen           | 2.783      |
| Blanco stemmen            | 23         |
| Kandidaten                |            |
| W.G. Brantsen van de Zijp | 1.413      |
| H.B. van Tets             | 1.358      |

## 12 juni 1883
De verkiezingen waren periodieke verkiezingen; zij werden gehouden vanwege de afloop van de zittingstermijn van een gekozen lid.
|                           | 12 juni |
| ------------------------- | ------- |
| Kiesgerechtigden          | 3.387   |
| Opkomst                   | 3.146   |
| Geldige stemmen           | 3.128   |
| Blanco stemmen            | 13      |
| Kandidaten                |         |
| W.G. Brantsen van de Zijp | 1.566   |
| H.B. van Tets             | 1.558   |

## 28 oktober 1884
De verkiezingen waren algemene verkiezingen; zij werden gehouden na ontbinding van de Tweede Kamer.
|                             | 28 oktober | 11 november |
| --------------------------- | ---------- | ----------- |
| Kiesgerechtigden            | 3.470      | 3.470       |
| Opkomst                     | 3.098      | 3.269       |
| Geldige stemmen             | 6.123      | 3.254       |
| Blanco stemmen              | 61         | 11          |
| Kiesdrempel                 | 1.531      | 1.627       |
| Kandidaten                  |            |             |
| W.G. Brantsen van de Zijp   | 1.545      |             |
| S.M.S. de Ranitz            | 1.513      | 1.655       |
| B.J.L. de Geer van Jutphaas | 1.508      | 1.597       |
| K.W. van Gorkom             | 1.496      |             |
| W. van Heeckeren van Kell   | 42         |             |

## 15 juni 1886
De verkiezingen waren algemene verkiezingen; zij werden gehouden na ontbinding van de Tweede Kamer.
|                               | 15 juni |
| ----------------------------- | ------- |
| Kiesgerechtigden              | 3.746   |
| Opkomst                       | 3.594   |
| Geldige stemmen               | 7.145   |
| Blanco stemmen                | 37      |
| Kiesdrempel                   | 1.786   |
| Kandidaten                    |         |
| S.M.S. de Ranitz              | 1.927   |
| J. Willink                    | 1.899   |
| W.G. Brantsen van de Zijp     | 1.674   |
| J.D.C. van Heeckeren van Kell | 1.638   |

## 1 september 1887
De verkiezingen waren algemene verkiezingen; zij werden gehouden na ontbinding van de Tweede Kamer.
|                                 | 1 september |
| ------------------------------- | ----------- |
| Kiesgerechtigden                | 3.727       |
| Opkomst                         | 3.275       |
| Geldige stemmen                 | 6.510       |
| Blanco stemmen                  | 34          |
| Kiesdrempel                     | 1.628       |
| Kandidaten                      |             |
| S.M.S. de Ranitz                | 1.729       |
| J. Willink                      | 1.712       |
| W.G. Brantsen van de Zijp       | 1.531       |
| A. Schimmelpenninck van der Oye | 858         |
| J.B. Dericks                    | 650         |

## Voortzetting
Na de grondwetsherziening van 1887 werden de meervoudige kiesdistricten opgeheven; het kiesdistrict Zutphen werd derhalve omgezet in een enkelvoudig kiesdistrict. De gemeenten Ambt Doetinchem, Aalten, Dinxperlo, Lichtenvoorde, Stad Doetinchem, Winterswijk, Wisch en Zelhem werden toegevoegd aan het kiesdistrict Doetinchem en de gemeenten Borculo, Groenlo, Laren, Lochem, Neede en Ruurlo aan het kiesdistrict Lochem. Een gedeelte van het kiesdistrict Arnhem (de gemeente Brummen) werd toegevoegd aan het kiesdistrict Zutphen. 